# Хосе Клаудіо Антолінес
Хосе Клаудіо Антолінес (ісп. José Antolínez; 1635, Мадрид — 30 травня 1675, Мадрид) — іспанський художник другої половини XVII століття.

## Біографія
Майбутній художник народився у Мадриді. Батьки: мати — Анна де Сарабія, батько — Хуан Антолін, що був мебляром-столяром.
Хрестини новонародженого відбулися 7 листопада 1635 року в Мадриді в церкві св. дітей християн Хусто і Пастора.
Скромний художник Хуліан Гонсалес де Бенавідес був його вчителем, у майстерні котрого він здобував художні навички. Життєпис Антолінеса створив історіограф Антоніо Паломіно. Відповідно до його записів, молодий художник перейшов до майстерні Франсіско Рісі (1608—1685), італійця за походженням, батько котрого походив з міста Болонья і оселився у Мадриді. Франсіско Рісі мав велику майстерню і пізніше зробив непогану художню кар'єру релігійного художника, бо був запрошений працювати у монастирі Ескоріал, де і помер.
Антолінес і сам працював релігійним художником нового покоління, що знав про знахідки таких венеціанських художників, як Тиціан та Паоло Веронезе. Тому персонажі і композиції Антолінеса — своєрідні інтерпретації творів венеціанських художників на іспанському ґрунті, практично академізм не римського, а венеціанського зразка. Більш самостійним і реалістичним він був у портретному жанрі й у власних творах побутового жанру.
У віці сорока років він помер у Мадриді.

## Вибрані твори, неповний перелік
- «Св. Себастьян»
- «Портрет дівчинки», Національний музей Прадо, Мадрид
- «Благовіщення»
- «Каяття Марії Магдалини»
- «Св. Роза Лимська»
- «Самогубство цариці Клеопатри»
- «Дитяча вакханалія»
- «Страта апостола Петра униз головою», 1660 р. Художня галерея, Далвіч, Південний Лондон
- «Самогубство Лукреції», 1663 р.
- «Поклоніння пастухів немовляті Христу», Національний музей, Познань, Польща
- «Бідний мандрівний художник», бл. 1670 р., Стара Пінакотека, Мюнхен.
- «Вознесіння на небо Марії Магдалини», бл. 1672 р., Національний музей Прадо, Мадрид

## Галерея

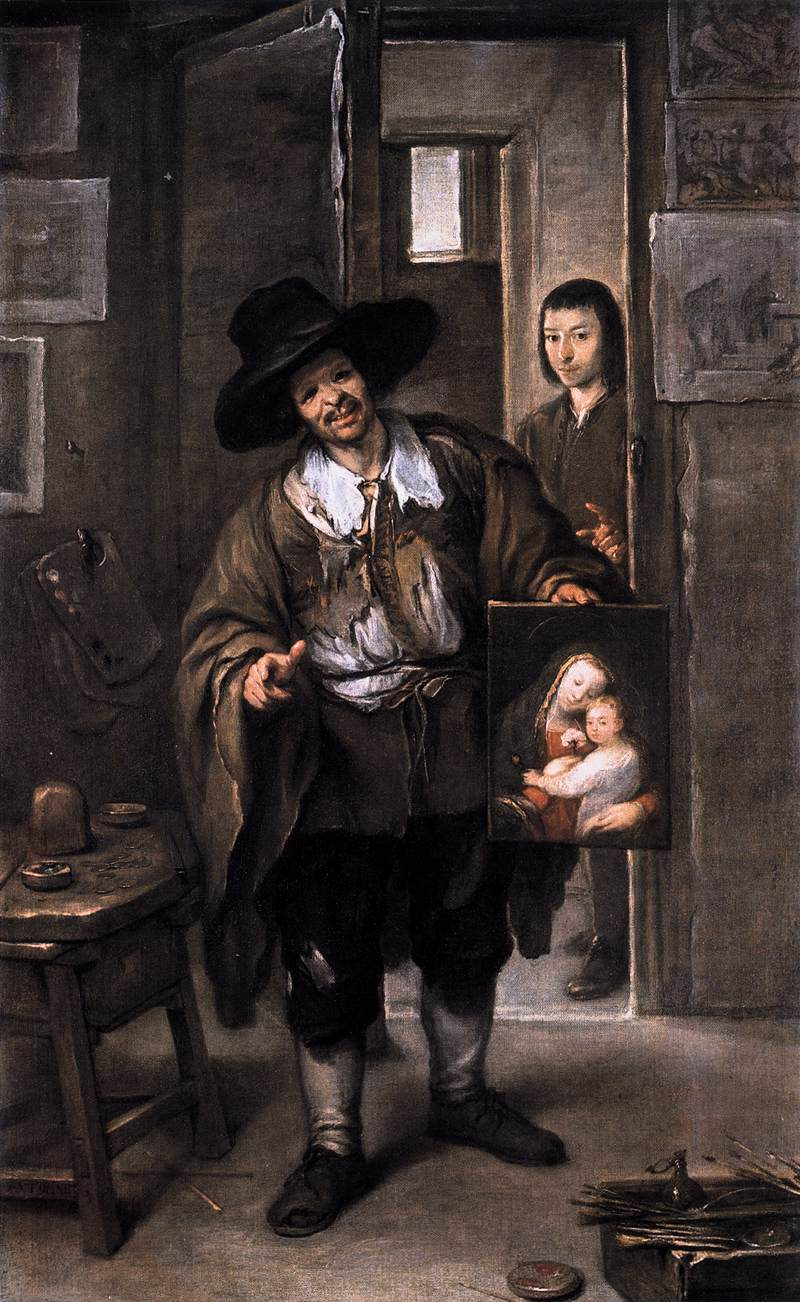
Хосе Клаудіо Антолінес. «Бідний мандрівний художник», бл. 1670 р., Стара Пінакотека, Мюнхен.
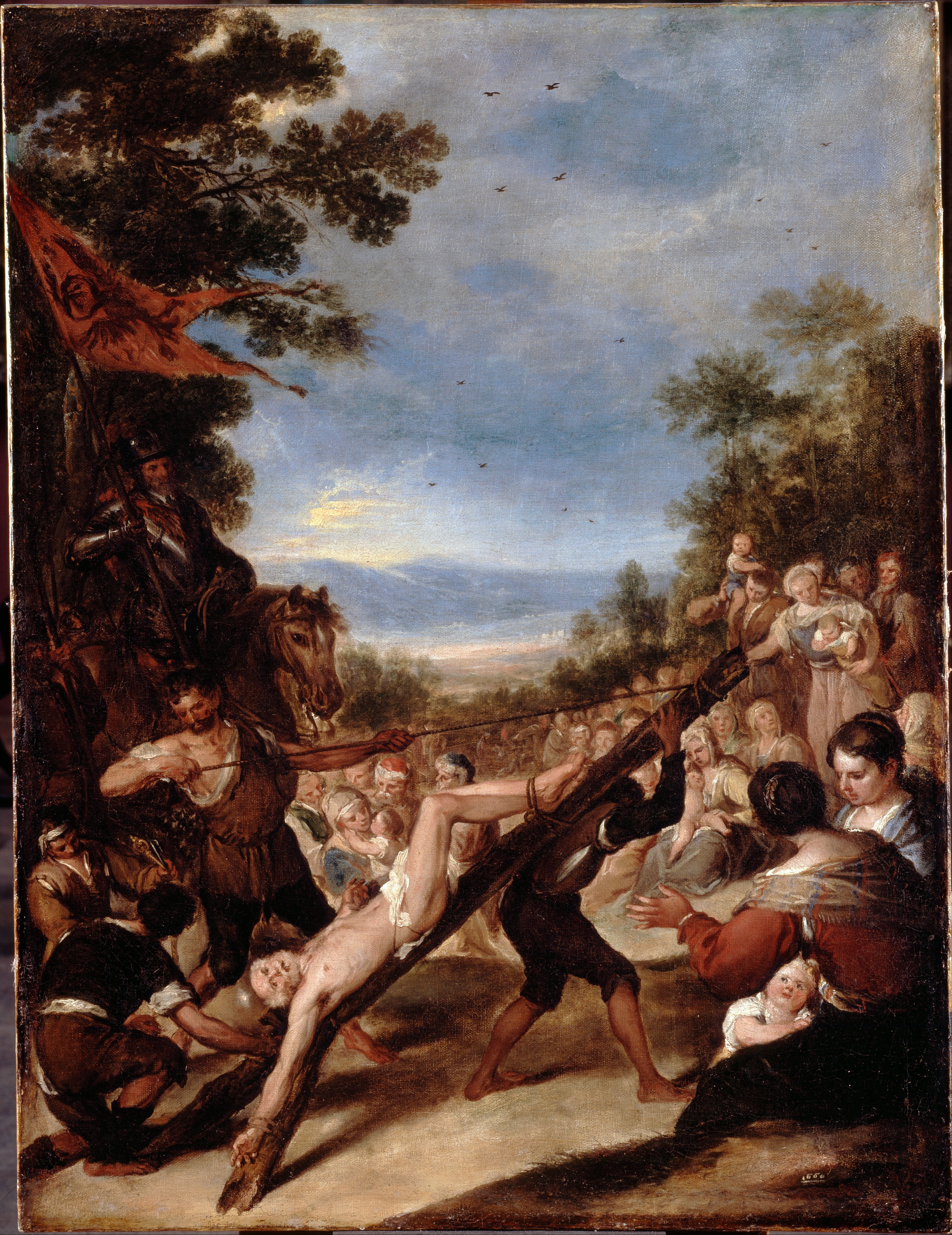
Хосе Клаудіо Антолінес. «Страта апостола Петра униз головою», 1660 р. Художня галерея, Далвіч, Південний Лондон.
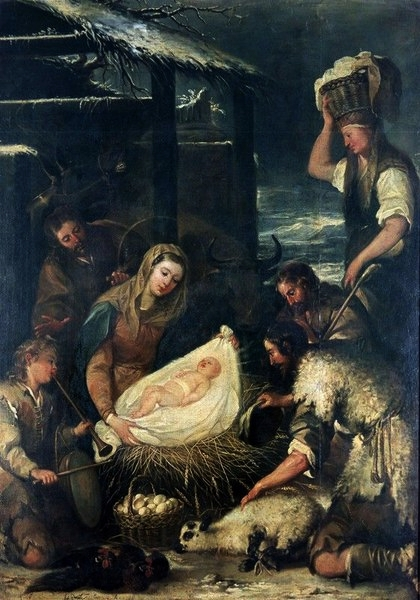
Хосе Клаудіо Антолінес. «Поклоніння пастухів немовляті Христу», Національний музей, Познань, Польща.
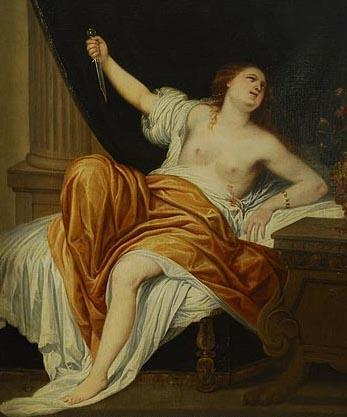
Хосе Клаудіо Антолінес. «Самогубство Лукреції», 1663 р.